# Shoah (film)
Shoah is een ruim negen uur durende documentaire uit 1985 van de Franse filosoof en journalist Claude Lanzmann over de Holocaust (Shoah in het Hebreeuws).
Bijzonder aan de film is dat Lanzmann geen archiefbeelden gebruikt. Vernietigingskampen als Auschwitz en Treblinka zijn te zien zoals ze er jaren na de Tweede Wereldoorlog uitzagen.
De film bestaat voornamelijk uit interviews met zowel slachtoffers als daders, en bezoeken aan plaatsen die van belang waren voor de Holocaust in Polen, waaronder drie vernietigingskampen. Hij geeft getuigenissen van geselecteerde overlevenden, ooggetuigen en Duitse daders, vaak heimelijk gefilmd met een verborgen camera.
Omdat Lanzmann geen Pools, Hebreeuws of Jiddisch spreekt, was hij bij de meeste interviews volledig afhankelijk van tolken. Hierdoor werd het een grootschalige documentaire, van ruim negen uur. Lanzmann heeft ook vier kortere films uitgebracht gebaseerd op ongebruikt materiaal dat voor Shoah was opgenomen.
Terwijl Shoah goede kritieken en verschillende belangrijke onderscheidingen kreeg, riep de film ook controversen en kritiek op, vooral in Polen, maar ook in de Verenigde Staten. Een aantal historici kritiseerden de documentaire omdat deze niet toonde dat veel Polen Joden gered hebben, en dat tijdens de bezetting van Polen in de jaren 1939-1945 ook miljoenen Polen door de nazi's vermoord zijn.
Shoah werd in december 2015 uitgeroepen tot een van de vijftig belangrijkste documentaires aller tijden in een verkiezing door het British Film Institute.
Over de ontstaansgeschiedenis van Shoah verscheen in 2015  bij HBO een documentaire van Adam Benzine, getiteld Claude Lanzmann: Spectres of the Shoah.